# Gabriel Antônio Ribeiro Guimarães
Gabriel Antônio Ribeiro Guimarães (? — ?) foi um político brasileiro.
Foi presidente da província do Amazonas, de 27 de maio a 13 de junho de 1876 e de 14 a 27 de fevereiro de 1878.